# Oliver Strauch

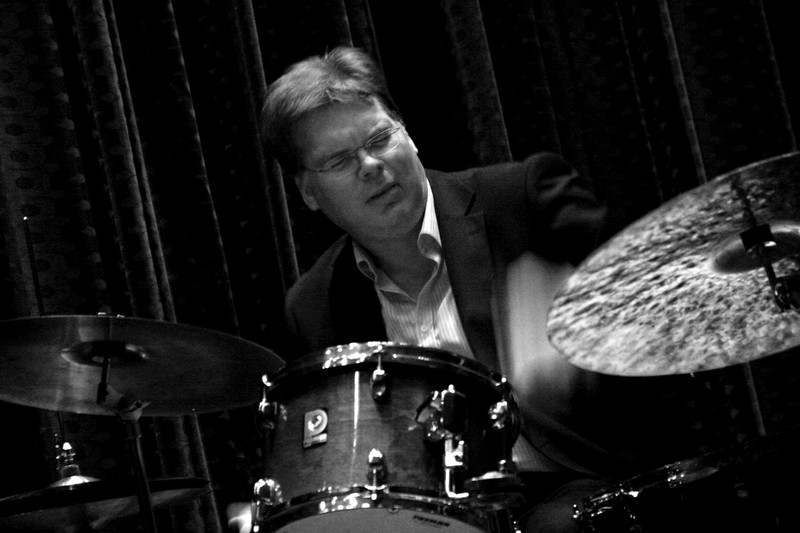
Oliver Strauch 2010

Oliver Strauch (* 16. März 1966 in Saarbrücken) ist ein deutscher Jazz-Schlagzeuger und Komponist.

## Leben und Wirken
Oliver Strauch ist der Sohn des Karikaturisten Bob Strauch sowie der Kunsterzieherin und Keramikerin Beate Strauch. Ab 1990 erhielt Strauch Instrumentalunterricht bei Billy Higgins, Janusz Stefański und Allan Jones. Seit 1991 gab er Konzerte im In- und Ausland, u. a. mit Lee Konitz, Martial Solal, Philip Catherine, Kenny Wheeler, Biréli Lagrène, Bobby Shew, René Urtreger, Nils Landgren, Paul Kuhn, Barbara Dennerlein und Jimmy Woode. Ab 1995 hatte er internationale Engagements in der Bigband Europool Jazz Orchestra und den Combos von Tony Lakatos und Michel Hausser. Seit 1999 ging er auf Konzert-Tourneen für das Goethe-Institut durch Ungarn, Russland sowie Frankreich. Kompositionsaufträge erhielt er für das Theater Trier („Ödipus“) und Weltkulturerbe Völklinger Hütte (Klanginstallation).
Ab 2000 erfolgten Tourneen mit dem Trompeter Ernie Hammes nach Vietnam, Kanada, USA, Italien und die Durchführung einer Masterclass in Fortaleza, Brasilien (2003). Seit 2005 arbeitet „Oliver Strauch's Groovin' High“ eng mit Randy Brecker zusammen. 2007 erfolgte die Gründung des Medien-Künstlerensembles Die Redner, das es sich zur Aufgabe machte, politisch-visionäre Rhetorik in Musik und Bild zu überführen („EuroVision: Brandt de Gaulle“).
2009 kam es zu einer Veröffentlichung bei Blue Note Records (Jazz X Change: Walk Tall, Tribute to Joe Zawinul) sowie zur Zusammenarbeit in New York mit Kenny Werner und Matt Penman. Im gleichen Jahr folgte die Berufung zum Professor für Jazz-Schlagzeug an der Hochschule für Musik Saar.
Im Jahr 2023 gründete Oliver Strauch das Fill in – International Jazz Festival Saar, das an drei Tagen im Juni jedes Jahres internationale Jazzmusiker in das Saarland holt. Strauch ist künstlerischer Leiter des Festivals. 

## Auszeichnungen und Preise
- 1990 Kulturförderstipendium der Stadt Saarbrücken
- 1995 Förderstipendium des Deutsch-Französischen Kulturrats, Paris
- 2007 erhielt das Ensemble Die Redner, darunter Oliver Strauch, den Medienkunstpreis des Saarländischen Rundfunks für seine „JFK SHOW“
- 2011 JTI-Jazz Award des Trierer Jazz-Clubs „EuroCore“[3]
- 2016 Landespreis Hochschullehre (Saarland)

## Diskographie (Auswahl)
- 1997: Friendlee, Oliver Strauch Group mit Lee Konitz und Peter Decker
- 2000: Short Stories, Oliver Strauch Trio mit Philip Catherine
- 2003: Organic, Oliver Strauch Trio mit Tony Lakatos
- 2005: Joana's Waltz, Wunsch-Strauch Sextett mit Kenny Wheeler, Jazz'n'Arts
- 2005: Anatomy of a Trio, mit Jimmy Woode (Laika)
- 2006: Eine Musik Namens Rilke, mit Hans Mittermüller (JazzHausMusik)
- 2009: Oliver Strauch's Groovin High – Live. mit Randy Brecker (Jazz'n'Arts)
- 2010: Oliver Strauch Trio: New York Album (Jazz'N'Arts)
- 2013 Oliver Strauch's Trio Duende „España“ (Jazz'N'Arts)
- 2018 „Midsummernight“ Yellow Cello (Octason Records)